# Aphodius pacatus
Aphodius pacatus is een keversoort uit de familie bladsprietkevers (Scarabaeidae). De wetenschappelijke naam van de soort is voor het eerst geldig gepubliceerd in 1880 door Harold.